# Capudan-pașa
Capudan-pașa (sau capudan) era în Imperiul Otoman comandantul flotei.

## Bibilografie
- Giurescu, Constantin C. (2011), Probleme controversate în istoriografia română, București: Editura Scripta, p. 223